# Ulica Biała w Warszawie
Ulica Biała – ulica w dzielnicy Wola w Warszawie. 

## Historia
Nazwa ulicy pochodzi od bieli drewna z którego od połowy XVII wieku wznoszono tam domy. Nazwa została nadana w 1770 roku.
W 1806 na obszernej posesji na rogu ulic Białej i Ogrodowej powstała garbarnia należąca do Jana Temlera (przeniesiona w 1858 na ul. Okopową).
W latach 1940–1942 ulica Biała, prowadząca od południa do gmachu Sądów na Lesznie, stanowiła jeden z głównych łączników pomiędzy gettem warszawskim a „stroną aryjską”.
Podczas powstania warszawskiego, 1 i 2 sierpnia 1944, powstańcy i ludność cywilna wybudowali barykadę zamykającą ulicę przy ulicy Elektoralnej. 6 sierpnia 1944 oddziały powstańcze obsadzające od 1 sierpnia ulicę wycofały się na Stare Miasto.
Po wojnie rozebrano wypalone kamienice i przesunięto ulicę ok. 100 metrów w kierunku zachodnim. Przy ulicy powstały budynki osiedla mieszkaniowe Mirów zbudowanego w latach 1949–1960 między ulicami: Orlą, Świerczewskiego (od 1991 al. „Solidarności”), Żelazną, Chłodną i Elektoralną. 
U zbiegu ulic Elektoralnej i Chłodnej, u wylotu Białej w jej dawnym biegu, znajduje się jeden z pomników granic warszawskiego getta.
W październiku 2016 skwerowi znajdującemu się przy ul. Ogrodowej, naprzeciwko gmachu Sądów, tj. w miejscu w którym wcześniej biegła ulica Biała, nadano imię Władysława Bartoszewskiego. Tą drogą niosła pomoc Żydom zamkniętym w getcie Rada Pomocy Żydom „Żegota”, w której prace zaangażował się Władysław Bartoszewski.